# Tommy Tuberville
Thomas Hawley Tuberville (* 18. září 1954, Camden, Arkansas) je americký politik a bývalý fotbalový trenér. Od roku 2021 je republikánským senátorem USA za Alabamu. V předchozích letech vedl řadu týmů amerického fotbalu.
Díky podpoře prezidenta Trumpa vyhrál v roce 2020 republikánské primárky do senátu USA za Alabamu. Jeho soupeřem byl Jeff Sessions, bývalý ministr spravedlnosti v Trumpově vládě a senátor za Alabamu v letech 1997–2017. Ve volbách do senátu v listopadu 2020 Tuberville vyhrál nad demokratickým kandidátem Dougem Jonesem. V lednu 2021 se přidal k pokusu o zvrácení výsledku prezidentských voleb vedeném senátory Joshem Hawleyem a Tedem Cruzem, když i po útoku na Kapitol Trumpovými příznivci 6. ledna 2021 hlasoval proti přijetí volebních výsledků.